# Мохамед, Ияд
Ияд Иномсе М’Вурани Мохамед (ком. Iyad Inomse M’Vourani Mohamed; род. 5 марта 2001, Дюнкерк) — коморский футболист, полузащитник португальского клуба «Каза Пия» и сборной Комор.

## Клубная карьера
Ияд Мохамед занимался футболом в клубе «Дюнкерк» из своего родного города до середины 2019 года, когда присоединился к «Осеру». Там он играл за резервную команду в Насьональ 3, а затем в Насьональ 2. 16 октября 2021 года коморец дебютировал в Лиге 2, выйдя в основном составе в гостевом матче с «Тулузой». Спустя три недели он забил свой первый гол в чемпионате, отметившись в концовке домашнего поединка против «По». 24 июня 2022 года Мохамед подписал контракт с французским «Каном» до 2025 года. За этот клуб он лишь трижды выходил на замену в самых концовках матчей Лиги 2, проведя ещё несколько игр за его резервную команду в Насьональ 2. 2 января 2023 года он был отдан в аренду клубу Насьоналя «Ле-Ману», а летом того же года перешёл в команду Лиги 2 «По».

## Карьера в сборной
Ияд Мохамед родился во Франции и имеет коморское происхождение. В 2020 году он провёл три матча за сборную Комор для игроков до 20 лет. 1 сентября 2021 года Мохамед дебютировал за главную национальную команду, выйдя на поле в товарищеском матче со сборной Сейшельских островов. Коморы выиграли эту игру со счётом 7:1, которая стала их крупнейшей победой за всю историю.
Мохамед был включён в состав сборной Комор на Кубок африканских наций 2021 года. Там он провёл на поле лишь первый тайм первого матча своей команды на турнире против Габона.